# Penafiel
Penafiel este un oraș în Districtul Porto, Portugalia.
Localitatea este punctul terminus al itinerariului european Transromanica, de punere în valoare a arhitecturii romanice.